# 細江祐子
細江 祐子（ほそえ ゆうこ、1976年4月8日 - ）は、日本の女優。

## 人物
滋賀県長浜市出身。京都外国語短期大学卒業。オーディションを経て山下敦弘監督の『ばかのハコ船』にてデビュー。
現在はエコーズに所属。

## 出演作品

### 舞台
- 『アデュー』adieu
- 『125日間彷徨』adieu
- 『狂人日記』（演出　渡辺絋文）
- 『1995年のサマーアンセム』エマニュエル

### 映画
- 『ばかのハコ船』（監督　山下敦弘）
- 『GONG』（監督　Bee Te-thh）
- 『天使の体温』（監督　鈴木章浩）
- 『つぶろの殻』（監督　山田雅史）
- 『くりいむレモン』（監督　山下敦弘）
- 『赤を視る』（監督　浅川周）
- 『夜の話』（監督　田中智章）
- 『日暮れる窓』（監督　山田雅史）
- 『とけてまざる』（監督　浅川周）
- 『blue bird』（監督　浅川周）
- 『モナムール モナムール』（監督　松上元太）
- 『Pimple traveling』（監督　高山玲子）
- 『坂東太郎の悲しみ』（監督　志子田勇）
- 『ウガチナガス』（監督　浅川周）
- 『世界最後の日々』（監督　内田英治）
- 『夢の力』（監督　岸建太朗）
- 『もらとりあむタマ子』（監督　山下敦弘）
- 『Sweet Sickness』（監督　西村晋也）
- 『FORMA』（監督　坂本あゆみ）
- 『マリア狂騒曲』（監督　井土紀州）
- 『知らない町』（監督　大内伸悟）
- 『さざなみ日和』（監督　高橋玄）
- 『種をまく人』（監督　竹内洋介）

### オリジナルビデオ
- 『ほんとうにあった怖い話　闇サイト編』（監督　山田雅史)
- 『増蝕細胞ヒミコ GENOM-H』（監督　高橋明大)
- 封印映像シリーズ 11巻〜現在 演出補（封印映像ではテロップ表示でスタッフ田中と表示されている。）

### PV
- 入江陽 『川』
- 入江陽『仕事』（監督　副島正紀）
- あらかじめ決められた恋人たちへ『よく眠る』（監督　Rokapenis）